# Hethersett
Hethersett est un village et une paroisse civile du Norfolk, en Angleterre. Il est situé dans le centre du comté, à une dizaine de kilomètres au sud-ouest de la ville de Norwich. Administrativement, il relève du district du South Norfolk. Au recensement de 2011, il comptait 5 691 habitants.

## Étymologie
L'étymologie du toponyme Hethersett n'est pas établie avec certitude. A. D. Mills propose de l'interpréter comme désignant « (le lieu de) ceux qui vivent parmi les bruyères » en le découpant en deux éléments vieil-anglais, *hǣddre « bruyère » et sǣte « habitants ». Dans le Domesday Book, compilé en 1086, le nom du village est attesté sous la forme Hederseta.

## Patrimoine
L'église paroissiale de Hethersett est dédiée à saint Rémi.